# غريغور بينكو
غريغور بينكو (بالإنجليزية: Gregor Benko)‏ هو مؤرخ موسيقى ‏ وملحن ومنتج أسطوانات أمريكي، ولد في 4 أغسطس 1944.